# Panic in Detroit
"Panic in Detroit" es una canción escrita por el músico británico David Bowie para su sexto álbum de estudio Aladdin Sane (1973). Bowie se basó en las descripciones dadas por su amigo Iggy Pop sobre los revolucionarios que había conocido en Michigan y sobre su experiencia durante los disturbios de Detroit en 1967.

## Versiones en vivo
- Una presentación grabada en el Tower Theater, Pensilvania como parte de la gira de Diamond Dogs, fue publicada en David Live.[5]
- Una interpretación en vivo durante la tercera etapa de la gira de Diamond Dogs, grabada en octubre de 1974, fue publicada en 2020, en I'm Only Dancing (The Soul Tour 74).[6]
- Una versión grabada en el Coliseo Nassau, Uniondale durante la gira de Isolar el 23 de marzo de 1976 fue incluida en Live Nassau Coliseum '76.[7]

## Otros lanzamientos
- La canción fue publicado como lado B del lanzamiento en Japón de "Time" en abril de 1973.[8]
- La canción ha aparecido en numerosos álbumes compilatorios de David Bowie:
  - Rare (1982)
  - Sound + Vision (1989)
  - Best of Bowie (2002)
  - Who Can I Be Now? (1974–1976) (2016)
- Fue publicada como un disco ilustrado en la caja recopilatoria, Life Time.

## Créditos
Créditos adaptados desde las notas del álbum.
- David Bowie – voz principal, guitarra acústica
- Mick Ronson – guitarra eléctrica
- Trevor Bolder – bajo eléctrico
- Mick Woodmansey – batería
- Mike Garson – piano
- Aynsley Dunbar – percusión
- Linda Lewis – coros
- Warren Peace – coros

## Panic in Detroit (Live)
"Panic in Detroit (Live)" es una grabación en vivo del álbum de estudio Aladdin Sane, grabada por Bowie para su primer álbum en vivo David Live. "Panic in Detroit" fue publicado como lado B del sencillo "Knock on Wood" el 13 de septiembre de 1974 en el Reino Unido, y también como lado B del sencillo en los Estados Unidos de "Rock 'n' Roll with Me" en noviembre de 1974.

### Lista de canciones
UK single release
1. "Knock on Wood" – 3:02
2. "Panic in Detroit" – 5:49

US single release
1. "Rock 'n' Roll with Me" – 3:29
2. "Panic in Detroit" – 5:49